# Sarah Hogg
Sarah Hogg, vicomtesse Hailsham, baronne Hogg (née le 14 mai 1946) est une économiste, journaliste et femme politique britannique. Elle est la première femme à présider une entreprise FTSE 100. 

## Biographie
Elle est née sous le nom de Sarah Elizabeth Mary Boyd-Carpenter, fille de John Boyd-Carpenter, un ancien secrétaire en chef du Trésor et Paymaster-General. Elle fréquente le pensionnat catholique pour filles St Mary's School Ascot. Plus tard, elle fréquente Lady Margaret Hall à l'Université d'Oxford où elle étudie Philosophie, politique et économie (PPE). Pendant son séjour à l'Université d'Oxford, elle dirige Cherwell, le journal étudiant. 
Grâce à son mariage en 1968 avec le député Douglas Hogg, 3e vicomte Hailsham, elle devient vicomtesse Hailsham. Cependant, à la suite de l'octroi d'une pairie à vie en 1995, elle est baronne Hogg à part entière. 

## Carrière
Elle est rédactrice en économie pour le journal The Independent. Elle est également l'une des premières présentatrices de Channel 4 News, mais sa voix, avec son incertitude de hauteur, est ressentie par de nombreux téléspectateurs comme une distraction. À cette époque, elle dépeint Margaret Thatcher dans un docudrame télévisé sur les négociations entre les gouvernements britannique et irlandais. 
Elle est chef de l'Unité des politiques du premier ministre pour John Major. Avec Jonathan Hill, elle écrit sur les années majeures dans son livre Too Close to Call. 
En 1995, elle obtient une pairie à vie et siège maintenant comme à la Chambre des lords avec le titre de baronne Hogg, de Kettlethorpe dans le comté du Lincolnshire. 
En tant que Présidente du Groupe 3i de 2002 à 2010, elle est la première femme à présider une société FTSE 100. En 2010, elle est nommée présidente du Financial Reporting Council. Elle est également présidente de Frontier Economics Limited. Elle est administratrice de l'école où elle a fait ses études et aussi administratrice de la fondation caritative Trusthouse. 

## Vie privée
Hogg est mariée à Douglas Hogg, 3e vicomte Hailsham et ensemble ils ont deux enfants : 
- Charlotte Mary Hogg (née le 26 août 1970), auparavant chargée des opérations de vente au détail chez Santander UK, en 2013, elle est première directrice des opérations de la Banque d'Angleterre, sous le gouverneur Mark Carney, et à partir de mars 2017, elle est adjointe Gouverneur (marchés et banque) avant de démissionner des deux postes pour ne pas avoir déclaré que son frère était employé dans le secteur bancaire.
- Quintin John Neil Martin Hogg (né le 12 octobre 1973), héritier apparent de la vicomté